# Schmaltzia virens
Schmaltzia virens là một loài thực vật có hoa trong họ Đào lộn hột. Loài này được (Lindh. ex A. Gray) Small miêu tả khoa học đầu tiên năm 1903.